# Mahmoud El-Gohary
Mahmoud Nuseir Youssef El-Gohary (El Cairo, 20 de febrero de 1938-Amán, 31 de agosto de 2012) fue un futbolista y entrenador de fútbol profesional egipcio.

## Biografía
Como jugador, El-Gohary tuvo una breve carrera en el Al-Ahly entre 1955 y 1961. Una persistente lesión de rodilla le obligó a retirarse anticipadamente en 1961 y truncó una carrera llena de promesas. En la Copa Africana de Naciones 1959, que ganó Egipto, acabó como máximo goleador de la competición. También formó parte del equipo de Egipto para los Juegos Olímpicos de Verano de 1960. Después de su retiro del fútbol profesional, El-Gohary se convirtió en el entrenador asistente del Al-Ahly entre 1965 y 1977.
En 1977, se convirtió en asistente de Dettmar Cramer en Al-Ittihad de Arabia Saudita. Cramer dejó Al-Ittihad al final de la temporada de 1981 y El-Gohary fue ascendido a entrenador del primer equipo, bajo su mando Al-Ittihad ganó su primera Liga Profesional Saudí en la temporada 1981-82, el primero de muchos trofeos como entrenador.
Luego se hizo cargo del Al-Ahly, donde ganó la primera Liga de Campeones de la CAF para el club de El Cairo en 1982, y la Recopa de África en 1985.
En 1988 asume la dirección técnica de la Selección nacional de Egipto, bajo su liderazgo logra la clasificación para la Copa Mundial de Fútbol de 1990, después de 56 años de ausencia del país en el torneo. En su segunda etapa como técnico de la selección de Egipto entre 1997 y 2002, consigue el título de la Copa Africana de Naciones 1998. En el intertanto logró el título de la Liga de Campeones de la CAF con el Zamalek SC en la edición de 1993 y la Supercopa de la CAF 1994.
Después de retirarse como entrenador de fútbol, se convirtió en asesor técnico de la Asociación de Fútbol de Jordania. Transformó la Liga de Fútbol de Jordania en un organismo profesional. Murió el 31 de agosto de 2012 en Amán, Jordania.

## Clubes como entrenador
| Club                  | Periodo               |
| --------------------- | --------------------- |
| Al-Ahly               | 1965-1977 (asistente) |
| Al-Ittihad Jeddah     | 1977–1981 (asistente) |
| Al-Ittihad Jeddah     | 1981–1982             |
| Al-Ahly               | 1982–1984             |
| Sharjah               | 1984–1985             |
| Al-Ahly               | 1985–1986             |
| Al-Ahli Saudi         | 1986–1988             |
| Selección de Egipto   | 1988–1990             |
| Al-Ahly               | 1991–1993             |
| Zamalek               | 1993–1994             |
| Al-Wahda (Abu Dabi)   | 1995–1996             |
| Selección de Omán     | 1996–1997             |
| Selección de Egipto   | 1997–2002             |
| Selección de Jordania | 2002                  |

## Palmarés

### Jugador
Al-Ahly
- Liga Premier de Egipto (5): 1955-56, 1956-57, 1957-58, 1958-59, 1960-61
- Copa de Egipto (3): 1955-56, 1957-58, 1960-61

Selección de Egipto
- Copa Africana de Naciones (1): 1959

#### Individual
- Máximo goleador de la Copa Africana de Naciones 1959: (3 goles)

### Entrenador
Al-Ittihad
- Liga Profesional Saudí (1): 1982

Al-Ahly
- Liga Premier de Egipto (1): 1985-86
- Copa de Egipto (4): 1982-83, 1983-84, 1991-92, 1992-93
- Liga de Campeones de la CAF (1): 1982
- Recopa de África (3): 1984, 1986, 1993

Zamalek SC
- Liga de Campeones de la CAF (1): 1993
- Supercopa de la CAF (1): 1994

Selección de Egipto
- Copa Africana de Naciones (1): 1998